# Playing in the Shadows
Playing in the Shadows is het derde studioalbum van de Britse artiest Example, uitgebracht op 4 september 2011 door Ministry of Sound. Example heeft bevestigd dat het album, net zoals het vorige album, geen meewerkende artiesten bevat. Tijdens een interview zei hij ook dat het album wel dance georiënteerd blijft, maar wel richting de elektronische muziek en dubstep gaat.
Voor de release van het album werden er twee singles uitgebracht, die beiden hoog in de Britse hitlijsten eindigen: "Changed the Way You Kiss Me" en "Stay Awake". Een derde single, "Natural Disaster" dat een samenwerking is met de Nederlandse DJ Laidback Luke, werd uitgebracht op 16 oktober. De vierde single, "Midnight Run", werd uitgebracht op 4 december.

## Tracklist
| Nr. | Titel                                                                 | Duur |
| --- | --------------------------------------------------------------------- | ---- |
| 1.  | Skies don't lie                                                       | 4:24 |
| 2.  | Stay awake                                                            | 3:24 |
| 3.  | Changed the way you kiss me                                           | 3:15 |
| 4.  | The Way                                                               | 4:28 |
| 5.  | Natural disaster (Extended Album Version (Laidback Luke vs. Example)) | 5:05 |
| 6.  | Never had a day                                                       | 3:53 |
| 7.  | Microphone                                                            | 4:16 |
| 8.  | Playing in the shadows                                                | 4:39 |
| 9.  | Midnight run                                                          | 3:58 |
| 10. | Under the influence                                                   | 4:55 |
| 11. | Wrong in the head                                                     | 3:11 |
| 12. | Anything                                                              | 3:31 |

| Nr. | Titel                              | Duur |
| --- | ---------------------------------- | ---- |
| 13. | Lying to yourself (CD bonus track) | 3:34 |

| 14.                | Plastic smile (Example vs. Felguk)                 | 4:42 |
| 15.                | Shot yourself in the foot again (Skream & Example) | 3:42 |
| 16.                | Changed the way you kiss me (Friction Remix)       | 4:46 |
| Totale duur: 64:26 |                                                    |      |

## Hitlijsten
| Hitlijst                          | Hoogste positie |
| --------------------------------- | --------------- |
| Australische albumhitlijst        | 14              |
| Duitse albumhitlijst              | 43              |
| Ierse albumhitlijst               | 6               |
| Nieuw-Zeelandse albumhitlijst     | 22              |
| Schotse albumhitlijst             | 3               |
| Schweizer Hitparade album top 100 | 59              |
| Britse dancealbumhitlijst         | 1               |
| Britse indie-albumhitlijst        | 1               |
| Britse album hitlijst             | 1               |